# Zwitserland op het Eurovisiesongfestival 2011

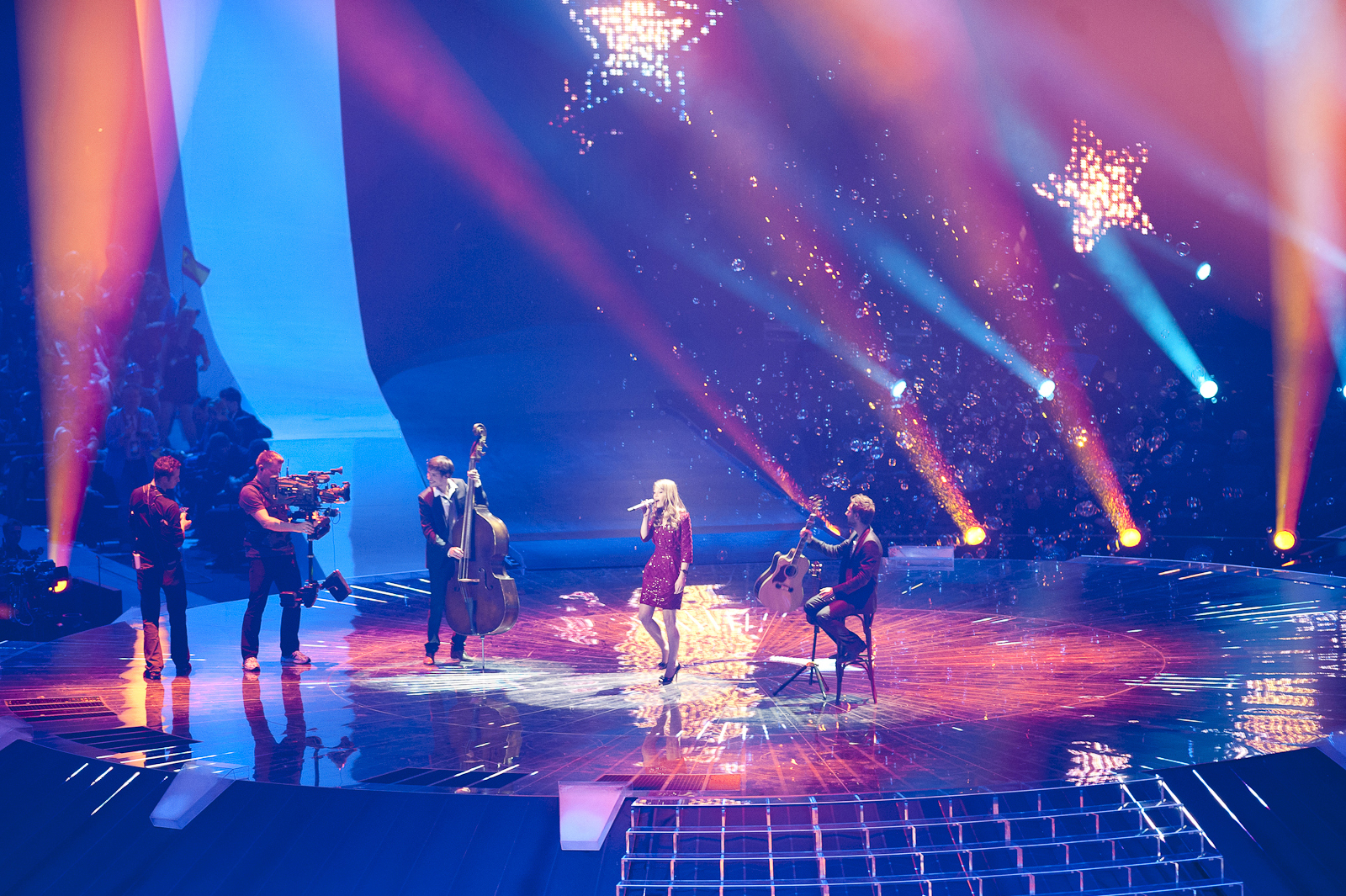
Anna Rossinelli wist met haar tiende plaats in de halve finale nog net een finaleplaats veilig te stellen, maar werd in die finale troosteloos laatste.

Zwitserland nam deel aan het Eurovisiesongfestival 2011 in Düsseldorf, Duitsland. Het was de 52ste deelname van het land op het Eurovisiesongfestival. SRG SSR was verantwoordelijk voor de Zwitserse bijdrage voor de editie van 2011.

## Selectieprocedure
Na zes jaar van interne selecties werd in juni 2010 aangekondigd dat de SRG SSR op zoek was naar mogelijkheden om een nationale finale te houden om de Zwitserse bijdrage aan te duiden. De drie regionale omroepen (SF, DRS en TSR) mochten elk afzonderlijk finalisten leveren.
SF:
de omroep SF selecteerde zeven artiesten. Kandidaten konden inzendingen insturen voor de omroep van 1 tot 30 oktober. Van 1 tot 10 november kon er worden gestemd. De jury kreeg 50% inbreng, het publiek kon via het internet de overige 50% invullen. De zeven besten mochten naar de nationale finale. De finalisten werden medio november bekendgemaakt.
Voormalig Eurovisiedeelnemers die zich hadden aangemeld om deel te nemen aan deze selectie waren: DQ, Todomondo (beide 2007), Miodio (2008), Mariella Farré, die Zwitserland vertegenwoordigde in 1983 en 1985, en Piero Esteriore, vertegenwoordiger in 2004.
DRS:
DRS 3 selecteerde drie finalisten via een online stemming. Meer dan vier weken werden de inzendingen besproken en werd er gestemd in het radioprogramma ESC-Club. Luisteraars en een jury besloten om tien inzendingen te selecteren voor de online stemming die van 2 t/m 12 november liep op de DRS 3-website. DRS3 verklaarde achteraf dat een gebruiker had geprobeerd om de stemming te manipuleren, maar dit werd op tijd gespot en gecorrigeerd. De winnaar werd uiteindelijk de zangeres Orpheline met het nummer Surrender. De oorspronkelijke winnaar trok zich echter terug en nummer twee, Vittoria Hyde, werd gediskwalificeerd. Haar nummer Play the Trumpet voldeed niet aan de regels. Haar vervanger was de nummer drie van de selectie, Scilla met Barbie doll.
TSR:
de Franstalige zender TSR koos zijn deelnemer intern. Er werd gekozen voor het duo Aliose.
De nationale finale werd gehouden op 11 december 2010 in Kreuzlingen. Televoting bepaalde de winnaar. Er was wel een vakjury die zijn mening mocht geven over de kandidaten. De vakjury bestond uit zanger Baschi, Francine Jordi (Eurovisiesongfestival 2002), Pepe Lienhard (Eurovisiesongfestival 1977), radio- en tv-presentator Nik Hartmann en muzikant Peter Reber (Eurovisiesongfestival 1971, 1976, 1979 en 1981).

## Die grosse Entscheidungs Show 2010
11 december 2010
| Plaats | Artiest               | Lied                   | Percentage |
| ------ | --------------------- | ---------------------- | ---------- |
| 1      | Anna Rossinelli       | In love for a while    | 23,93      |
| 2      | Bernarda Brunovic     | Confidence             | 13,36      |
| 3      | Illira and the Colors | Home                   | 13,05      |
| 4      | CH                    | Gib nid uf             | 11,73      |
| 5      | The Glue              | Come what may          | 8,21       |
| 6      | Sarah Burgess         | Just me                | 7,70       |
| 7      | Aliose                | Sur les pavés          | 6,49       |
| 8      | Polly Duster          | Up to you              | 4,36       |
| 9      | Andrina               | Drop of drizzle        | 3,30       |
| 10     | Scilla                | Barbie doll            | 2,88       |
| 11     | Duke                  | Waiting for ya         | 2,66       |
| 12     | Dominique Borriello   | Il ritmo dentro di noi | 2,33       |

## In Düsseldorf
In Düsseldorf trad Zwitserland aan in de eerste halve finale, op 10 mei. Zwitserland was als achtste van negentien landen aan de beurt, na Rusland en voor Georgië. Bij het openen van de enveloppen bleek dat Anna Rossinelli zich had weten te plaatsen voor de finale. Na afloop van het festival werd duidelijk dat dit zeer nipt was gebeurd. Zwitserland was tiende geworden in de eerste halve finale, met 55 punten. Malta, dat op de elfde plaats was gestrand, had slechts één punt minder. In de finale trad Zwitserland als dertiende van 25 landen aan, na Italië en voor het Verenigd Koninkrijk. Aan het einde van de puntentelling stond Anna Rossinelli op de troosteloze laatste plaats, met amper 19 punten, liefst 25 minder dan Estland, dat voorlaatste werd. Vooral het publiek was meedogenloos voor de Zwitsers: ze hadden slechts twee punten veil voor In love for a while. Door de 53 punten van de vakjury's werd dat aantal toch nog een beetje opgekrikt, maar de laatste plaats kon niet vermeden worden. Het was voor het tweede jaar op rij dat de Zwitsers laatste werden, al was Michael von der Heide dat in 2010 wel in de halve finale.